# Guido Attilio Previtali
Guido Attilio Previtali OFM (ur. 24 lutego 1914 w Suisio, zm. 11 grudnia 1989) – włoski biskup, wikariusz apostolski Trypolisu, franciszkanin, misjonarz.

## Biografia
Guido Attilio Previtali urodził się w miejscowości Suisio w północnych Włoszech 24 lutego 1914 roku. Po wstąpieniu do Zakonu Braci Mniejszych, odbył studia filozoficzno-teologiczne. Będąc profesem wieczystym przyjął święcenia kapłańskie 2 lipca 1939 roku. 5 grudnia 1958 roku papież Jan XXIII mianował go prefektem apostolskim Misuraty. 26 czerwca 1969 roku papież Paweł VI mianował o. Previtaliego biskupem tytularnym Sozusy w Libii i wikariuszem apostolskim Trypolisu.
Sakrę biskupią przyjął w Katedrze św. Aleksandra w Bergamo z rąk abpa Clemente Gaddiego 7 września 1969 roku. Współkonsekratorami byli franciszkanie: Costantino Trapani, biskup Nicosii oraz Giustino Pastorino wikariusz apostolski Bengazi. Bp Previtali uczestniczył w trzech sesjach soboru watykańskiego II.
16 marca 1976 roku współkonsekrował Pietro Salvatore Colombo, ordynariusza Mogadiszu.
Bp Previtali piastował urząd wikariusza apostolskiego Trypolisu aż do przejścia na emeryturę 3 maja 1985 roku. Od 4 sierpnia 1969 roku aż do przejścia na emeryturę pełnił również funkcję administratora apostolskiego w prefekturze apostolskiej w Misuracie. Zmarł 11 grudnia 1989 roku.